# نهائي كوبا ليبرتادوريس 1963
نهائيات كأس ليبرتادوريس 1963 كانت عبارة عن سلسلة كرة قدم بين سانتوس وبوكا جونيورز في 4 سبتمبر و 11 سبتمبر من نفس العام. كانت هذه هي المباراة النهائية الرابعة لأبرز منافسات كرة القدم في أمريكا الجنوبية ، كأس كوبا دي كامبيونيس (المعروفة في العصر الحديث باسم "كوبا ليبرتادوريس"). وكان حامل اللقب سانتوس يظهر في النهائي الثاني على التوالي فيما كان بوكا جونيورز يسعى للفوز بالبطولة للمرة الأولى. وصل كلا المتأهلين إلى النهائي بسهولة نسبية حيث سحقوا بوتافوجو وبينارول.
احتاج بوكا جونيورز للفوز بسلسلتين جماعتين للوصول إلى النهائيات. تقدم فريق Xeneixes بعد الجولة الأولى بعد فوزه بثلاث مباريات وخسر مباراة واحدة فقط ، بما في ذلك مباراة أسطورية 5-3 ضد أوليمبيا أسونسيون والتي ستعيد نفسها بعد 26 نسخة. بصفته حامل اللقب ، يبدأ سانتوس مشاركته في الدور قبل النهائي.

## الفرق المتأهلة
| فريق         | الظهور في النهائيات السابقة |
| ------------ | --------------------------- |
| سانتوس       | 1962 (فوز)                  |
| بوكا جونيورز | -                           |